# 神奈川県立近代美術館
| 葉山館（2004年4月撮影） |  | 鎌倉別館 |
| 葉山館（2004年4月撮影） |  | 鎌倉別館 |

神奈川県立近代美術館（かながわけんりつきんだいびじゅつかん）は、神奈川県にある日本最古の公立近代美術館。1951年に鎌倉市雪ノ下に開館し、のちに鎌倉館となったが2016年（平成28年）3月31日に鎌倉館は閉館。以後は葉山館（2003年開館、葉山町）と鎌倉別館（1984年開館、鎌倉市）からなる。

## 概要
1951年（昭和26年）11月17日に神奈川県鎌倉市雪ノ下・鶴岡八幡宮境内に開館。日本最古の公立近代美術館である。開館記念展は「セザンヌ、ルノワール展」であった。
1984年（昭和59年）に鎌倉別館（鎌倉市）、2003年（平成15年）に葉山館（葉山町）が開館。
鶴岡八幡宮の境内にあった鎌倉館の敷地は、開館時は国有地だったが後に鶴岡八幡宮の所有となっており、借地契約が切れるのを機に2016年（平成28年）3月31日に閉館し、建物は旧館棟のみ土地所有者の鶴岡八幡宮に譲渡された。
開館時の所蔵品は0であったが、2016年（平成28年）1月時点で約14,000点を所蔵するようになった。

### 葉山館
2003年（平成15年）に神奈川県三浦郡葉山町に開館。元は高松宮家別邸であった。海岸沿いに位置し、自然光や風景を展示室に取り込むなど、多くの実験的な要素を持つ。主に企画展を担当する。

### 鎌倉別館
1984年（昭和59年）に開館。大高正人設計。主に常設展を担当する。

## 鎌倉館の概要と返還
1951年11月17日、神奈川県鎌倉市雪ノ下・鶴岡八幡宮境内に開館。坂倉準三設計。
1999年にDOCOMOMOの日本の近代建築20選に選出されるなど、美術館自体も日本を代表する近代建築として高い評価を受けている。
2010年代に入り建物の老朽化や耐震性が問題化。鎌倉館の建つ土地の所有権は鶴岡八幡宮にあり、神奈川県と土地の貸借契約を結んでいるが、2016年3月末に土地貸借契約が満了となるため閉館した。閉館にあたり展覧会「鎌倉からはじまった。1951-2016」展を2016年1月31日まで開催。契約の条項には土地返還時に更地とすることが含まれているが、建物の建築学的価値から、日本建築家協会が神奈川県に対して建物の保存について要望書を提出。鎌倉館の建物は2016年11月に神奈川県の重要文化財に指定された。耐震補強工事の実施には2億1,000万円が必要とされるため、2016年12月22日付で鎌倉館の建物は鶴岡八幡宮に無償譲渡されることとなった。鶴岡八幡宮は建物に耐震補強工事を加えた上で、鎌倉の歴史や文化を紹介する「鎌倉文華館鶴岡ミュージアム」として2019年6月に再オープンさせた。

### 新館
1966年6月、新館、附属屋（通称・別棟）を新設する。1991年、鎌倉館に大規模改修を実施する。2016年12月、除却工事終了。

### 旧館
1991年の大規模改修により、旧館の外観は全体に白っぽい色彩や素材色が中心の外観となっている。しかし、竣工当初は、濃茶色や濃緑色、黄色などの強い色彩が用いられていた。前庭では、1958年（木内克彫刻展）、1960年（集団60野外彫刻展）と、二度の野外彫刻展が開催された。その後、開館10周年の1961年6月より前庭整備が始まり、御影小舗石を約2,000個埋め込みしたコンクリート舗装に変わった。同時に、彫刻台中心に円形の芝生張りとなった。中庭は当初は玉砂利敷きで、桂離宮庭園を彷彿とさせるものであった。また北側の壁にロールスクリーンを設けて、映画の上映などが行なわれた。こちらも、1991年の大改修によって、玉砂利や敷石が撤去されて、コンクリート製の土間にスレート張りとなった。中庭の周囲には、大谷石の壁が立てられている。開館当初からのガラス戸と、改修後に設けられたガラスブロックとが見られる。ガラス戸は当初は可動式であった。
中庭に向け緩勾配になった屋根は、採光用の網入りガラスを乗せたノコギリ状の構造であった。1968年11月から1969年5月にかけて実施された改修工事によって、天窓が塞がれ、鋼板瓦棒葺きの片流れ屋根に改修された。軒樋まわりの方は、1991年の改修で亜鉛メッキ銅板葺きに改装された。開館当初の展示室は、自然採光式であったが、1991年の大改修の際に、空調や雨漏りの問題があって人工照明に改められた。床は開館当時はリノリウム製であったが、やはり大改修の際にグレー系のカーペット敷きとなった。また、1989年「ジョルジョ・モランディ展」の際に、第1・第2展示室の喫茶室側の入り口に風除室が設けられた。
旧館の建物は2020年度に国の重要文化財に指定された。

## 建築概要
- 所在地―鎌倉市雪ノ下2-1-53（本館・新館(北緯35度19分29.1秒 東経139度33分17.3秒 / 北緯35.324750度 東経139.554806度)）、2-8-1（別館(北緯35度19分39.2秒 東経139度33分20.5秒 / 北緯35.327556度 東経139.555694度)）、三浦郡葉山町一色2208-1（葉山館(北緯35度15分53.8秒 東経139度34分36.7秒 / 北緯35.264944度 東経139.576861度)）
- 竣工年―1951年（本館）、1966年（新館）、1984年（別館）、2003年（葉山館）
- 設計者―坂倉準三建築研究所（本館・新館）、大高建築設計事務所（別館）、佐藤総合計画（葉山館）
- 延床面積―2,435m2（本館＋新館）、1,599m2（別館）、7,111m2（葉山館）

## その他
- 2014年、展示していた棟方志功の版画作品「宇宙讃（神奈雅和の柵）」が観覧者からの指摘でカラーコピーであったことが判明している。作品は、神奈川芸術文化財団が管理し、美術館に貸し出していたもので、真作は行方不明となっている[17]。